# ابهاوا
ابهاوا (انگلیسی: abhava)، تماس شیء غیر موجود یا ارتباط صفت و موصوف است.

## شیء غیر موجود
تماس حس با شیء غیر موجود را رابطهٔ صفت و موصوف نیز می‌گویند. همان طوری که حواس کلیت و جزئیت و سایر خصائص اشیاء را ادراک می‌کنند، بدان گونه می‌توانند نبودن (abhava) آنان را نیز ادراک کنند.

## حس مشترک
«وی شیشکاسوترا» در تعریف «حس مشترک» می‌گوید: وجود یا عدم شناخت (bhava-abhava)، هنگام تماس روح با حواس و اشیاء (atmendriyartha-samnikarsa) از جمله خصائص حس مشترک است.

## ابهاوا یوگا
صور منفی ارتباطی «ابهاوا یوگا» (abhavayoga) به‌طور کلی قابل رؤیت نیست. هر وقت به آن اندیشه شود، به آن «ابهاوا» گفته می‌شود، که شخص در آن خود را می‌بیند. اما هنگامی که شخص ذهن خود را از آرامش فیض بخش سرشار می‌بیند، احساس می‌کند که موج «اناندا» صمیم قلب او را اشباع نموده‌است. در آن حضور کاستی ناپذیر، مستی الهی را احساس می‌نماید. آن وقت است که او واقعاً در تماس مستقیم با پروردگار است، و خود او هم تجسمی از فیض می‌باشد. چنین تجربه ای محسوس، عاطفی و الهامی است.